# Khash (huyện)
Khash là một huyện thuộc tỉnh Badakhshan, Afghanistan. Dân số thời điểm năm 1999 là -49 người.